# Carl Anthon Christian Berg
Carl Anthon Christian Berg (17. september 1827 i København – 12. december 1897) var en dansk proprietær og politiker.
Berg var søn af overlæge L.A. Berg. Han gik i det von Westenske Institut, lærte landvæsen, var forvalter og senere forpagter, men købte 1862 Store Vejlegård i Vallensbæk i Københavns Amt. 1876 supplerede han den med en gård i Ballerup Sogn. Fra 1871 var han bosat i København og fra 1880 på Frederiksberg, men sine landejendomme beholdt han.
Berg arbejdede sig frem til politisk virksomhed gennem den kommunale gerning. Beboerne i hans sogn lagde tidlig beslag på hans arbejdslyst og praktiske evner og valgte ham ind i sognerådet, hvor han var formand 1865-70. Derfra avancerede han i 1865 ind i amtsrådet, hvoraf han indtil 1892 (med en afbrydelse 1877-80) var et meget brugt og nyttigt medlem. 1868 blev han landvæsenskommissær, suppleant og senere medlem af Taksationskommissionen for jernbaneanlæg, 1888 formand for afløsningen af gårdmandshoveriet i 2. Landstingskreds og 1890 medlem af bestyrelsen for Åndssvageanstalten på Gl. Bakkehus. I 1871 var Berg medstifter af Den danske Landmandsbank og var både medlem af bankrådet og delegationen (bestyrelsen) til sin død. Fra 1877 var han medlem af repræsentantskabet for Landbygningernes alm. Brandforsikring og fra 1876 medlem af repræsentantskabet, senere bestyrelsen, for Det kjøbenhavnske Brandassurance-Kompagni for Varer og Effekter. Endelig blev han 1882 formand for et interessentskab, Stubberup Enge, som erhvervede 1800 tdr. land fra Lammefjorden og solgte arealerne til landbrugerne på egnen.
I 1871 blev der efter gårdejer Peder Hansens udtræden en plads ledig i 2. Landstingskreds, og opmærksomheden henledtes da på den ansete og dygtige kommunalmand. Han valgtes til Landstinget ved et suppleringsvalg og var siden medlem af tinget for Højre. 1874 blev han genvalgt, men i 1882 fik han ikke stemmer nok. 1873-75 og igen 1878-79 var han en af tingets sekretærer og sad 1881-82 i forsvarsudvalget, hvor han talte imod Københavns Landbefæstning, idet han i stedet ønskede Søbefæstningen og Flåden udviklet. 1879 blev han medlem af Kommissionen om Universitetets finansielle stilling.
Han blev Ridder af Dannebrog 1884 og etatsråd 1892.